# Stadsstadion Shamkir
Het Stadsstadion Shamkir is een voetbalstadion in de Azerbeidzjaanse stad Şəmkir. In het stadion speelt FK Shamkir haar thuiswedstrijden.